# Cymothoa eremita
Cymothoa eremita là một loài chân đều trong họ Cymothoidae. Loài này được Brunnich miêu tả khoa học năm 1783.